# Thorpedo Anna
Thorpedo Anna, née en 2021, est une jument de course pur-sang, élue cheval de l'année aux États-Unis en 2024.

## Carrière de course
La vie de Thorpedo Anna aurait pu tourner court car la pouliche est née sept semaines avant son terme, pesant moins de 30 kilos. Miraculée, elle passe aux ventes de yearling où elle trouve preneur pour $ 40 000, son éleveuse, Judy Hicks, en conservant une part. Confiée à Kenneth McPeek, elle débute à l'automne de ses 2 ans, sur l'hippodrome de Keeneland, toujours dans le Kentucky, par une victoire spectaculaire, confirmée quinze jours plus tard par une autre promenade de santé. Pas mûre pour tenter la Breeders' Cup Juvenile Fillies, elle tente un groupe 2 à Churchill Downs mais y est sévèrement battue, terminant toutefois deuxième.
À 3 ans, sa nette victoire dans un groupe 2 à Oaklawn Park lui ouvre les portes des Kentucky Oaks, le derby des pouliches, dont la favorite est Just FYI, qui vient pourtant d'effectuer une rentrée en demi-teinte, perdant son invincibilité acquise à 2 ans, où elle fut sacrée 2 ans de l'année à la faveur de son succès dans la Breeders' Cup Juvenile Fillies. Thorpedo Anna la laisse à presque 5 longueurs, permettant à son entraîneur Kenneth McPeek et à son jockey Brian Hernandez, Jr. de réaliser un fameux doublé puisque le lendemain ils s'imposent dans le Kentucky Derby avec Mystik Dan, une première depuis 1952,.
Les Acorn Stakes sont ensuite une proie facile pour la nouvelle tête de liste des 3 ans, et les Coaching Club American Oaks, ne font que confirmer sa suprématie. Son entourage décide alors de la présenter face aux mâles dans les Travers Stakes, la grande course estivale des 3 ans. Rares sont les pouliches à s'aventurer dans cette course surnommée "le tombeau des champions", et qui a vu la défaite de vainqueurs de la Triple Couronne (de Man o'War à American Pharoah, en passant par Gallant Fox et Affirmed). Dans la plus ancienne course américaine pour les 3 ans, créée en 1864, seules sept pouliches ont franchi le poteau en tête, la dernière en date étant Lady Rotha en 1915 (sur tapis vert, après la disqualification du lauréat), et cinq ont terminé su le podium, la dernière étant Chris Evert, troisième en 1974. C'est dire le challenge qui attend Thorpedo Anna, face à Dornoch, vainqueur des Belmont Stakes et des Haskell Stakes, Sierra Leone, deuxième à un nez de Mystik Dan dans le Kentucky Derby et futur vainqueur de la Breeders' Cup Classic et Fierceness, qui vient de devancer ce dernier dans un groupe 2 préparatoire. Mais Thorpedo Anna ne se démonte pas et frôle l'exploit historique : attentiste, elle fond telle un aigle sur sa proie sur Fierceness, qui a pris l'avantage dans la ligne droite, et passant la surmultipliée, échoue d'un rien, d'une tête, tandis que Sierra Leone et Dornoch terminent à distance.
À l'automne, Thorpedo Anna retrouve les pouliches dans les Cotillion Stakes. Immense favorite, elle doit toutefois s'employer pour devancer l'outsider Gun Song. Mais pour sa dernière course de la saison, elle retrouve de sa superbe en remportant facilement la Breeders' Cup Distaff. Naturellement couronnée meilleure 3 ans de l'année, elle obtient, avec plus de 80 % des suffrages, le titre suprême de Horse of the year, devenant la treizième jument à recevoir cette consécration,.
Maintenue à l'entraînement à 4 ans, Thorpedo Anna fait son retour en mars 2025 à Oaklawn Park, dans les Azeri Stakes, où elle montre qu'elle n'a rien perdu de son talent, s'imposant facilement. Elle poursuit sa marche en avant en remportant un mois plus tard et comme à la parade, le Apple Blossom Handicap. Mais le 2 mai, énorme surprise : grandissime favorite des La Troienne Stakes, la championne termine bonne dernière. Certes elle a été bousculée durant le parcours, mais son bilan de santé après la course est bon, et une telle déconvenue demeure inexplicable. D'autant plus inexplicable que la jument renoue avec le succès dès sa sortie suivante à Churchill Downs.  

### Résumé de carrière
| Date         | Hippodrome      | Pays        | Course                      | Statut      | Distance    | Jockey               | Place       | Écart       | Vainqueur ou deuxième |
| 2023, 2 ans  | 2023, 2 ans     | 2023, 2 ans | 2023, 2 ans                 | 2023, 2 ans | 2023, 2 ans | 2023, 2 ans          | 2023, 2 ans | 2023, 2 ans | 2023, 2 ans           |
| ------------ | --------------- | ----------- | --------------------------- | ----------- | ----------- | -------------------- | ----------- | ----------- | --------------------- |
| 26 octobre   | Keeneland       | États-Unis  | Maiden                      |             | 1 400 m     | Brian Hernandez, Jr. | 1er / 12    | 8 ½         | Up On The Edge        |
| 10 novembre  | Churchill Downs | États-Unis  | Allowance                   |             | 1 600 m     | Brian Hernandez, Jr. | 1er / 6     | 9           | Peignoir              |
| 25 novembre  | Churchill Downs | États-Unis  | Golden Rod Stakes           | Gr. 2       | 1 700 m     | Brian Hernandez, Jr. | 2e / 8      | 5 ¼         | Intricate             |
| 2024, 3 ans  |                 |             |                             |             |             |                      |             |             |                       |
| 30 mars      | Oaklawn Park    | États-Unis  | Fantasy Stakes              | Gr. 2       | 1 700 m     | Brian Hernandez, Jr. | 1er / 10    | 4           | West Omaha            |
| 3 mai        | Churchill Downs | États-Unis  | Kentucky Oaks               | Gr. 1       | 1 800 m     | Brian Hernandez, Jr. | 1er / 14    | 4 ¾         | Just FYI              |
| 7 juin       | Saratoga        | États-Unis  | Acorn Stakes                | Gr. 1       | 1 600 m     | Brian Hernandez, Jr. | 1er / 8     | 5 ½         | Leslie's Rose         |
| 20 juillet   | Saratoga        | États-Unis  | Coaching Club American Oaks | Gr. 1       | 1 800 m     | Brian Hernandez, Jr. | 1er / 4     | 4 ½         | Candied               |
| 24 août      | Saratoga        | États-Unis  | Travers Stakes              | Gr. 1       | 1 800 m     | Brian Hernandez, Jr. | 2e / 8      | tête        | Fierceness            |
| 21 septembre | Parx Racing     | États-Unis  | Cotillion Stakes            | Gr. 1       | 1 700 m     | Brian Hernandez, Jr. | 1er / 9     | encolure    | Gun Song              |
| 7 novembre   | Keeneland       | États-Unis  | Breeders' Cup Distaff       | Gr. 1       | 1 800 m     | Brian Hernandez, Jr. | 1er / 10    | 2 ½         | Raging Sea            |
| 2025, 4 ans  |                 |             |                             |             |             |                      |             |             |                       |
| 8 mars       | Oaklawn Park    | États-Unis  | Azeri Stakes                | Gr. 2       | 1 700 m     | Brian Hernandez, Jr. | 1er / 6     | 2           | Free Like A Girl      |
| 12 avril     | Oaklawn Park    | États-Unis  | Apple Blossom Handicap      | Gr. 1       | 1 700 m     | Brian Hernandez, Jr. | 1er / 6     | 4 ¼         | Free Like A Girl      |
| 2 mai        | Churchill Downs | États-Unis  | La Troienne Stakes          | Gr. 1       | 1 700 m     | Brian Hernandez, Jr. | 7e / 7      | 8 ¾         | Raging Sea            |
| 28 juin      | Churchill Downs | États-Unis  | Fleur de Lis Stakes         | Gr. 2       | 1 800 m     | Brian Hernandez, Jr. | 1er / 5     | 3           | Royal Spa             |

## Origines
De modeste extraction, Thorpedo Anna appartient à la dernière génération de Fast Anna, mort prématurément à 10 ans alors qu'il faisait la monte à $ 5 000. Ce sprinter avait pour principal titre une deuxième place dans les King's Bishop Stakes, un groupe 1 disputé sur 1 400 mètres. La mère, Sataves, n'a pas couru, de même que la deuxième mère, Pacific Sky, qui se revendiquait toutefois de ses frères Eskendereya (par Giant's Causeway), lauréat des Wood Memorial Stakes, et Balmont (par Stravinsky), vainqueur en Europe des Middle Park Stakes.

### Pedigree
| Origines de Thorpedo Anna (USA), jument baie brune née en 2021 | Origines de Thorpedo Anna (USA), jument baie brune née en 2021 | Origines de Thorpedo Anna (USA), jument baie brune née en 2021 | Origines de Thorpedo Anna (USA), jument baie brune née en 2021 |
| -------------------------------------------------------------- | -------------------------------------------------------------- | -------------------------------------------------------------- | -------------------------------------------------------------- |
| Père Fast Anna 2011                                            | Medaglia d'Oro 1999                                            | El Prado                                                       | Sadler's Wells                                                 |
| Père Fast Anna 2011                                            | Medaglia d'Oro 1999                                            | El Prado                                                       | Lady Capulet                                                   |
| Père Fast Anna 2011                                            | Medaglia d'Oro 1999                                            | Capuccino Bay                                                  | Bailjumper                                                     |
| Père Fast Anna 2011                                            | Medaglia d'Oro 1999                                            | Capuccino Bay                                                  | Dubbed In                                                      |
| Père Fast Anna 2011                                            | Dreaming of Anna 2004                                          | Rahy                                                           | Blushing Groom                                                 |
| Père Fast Anna 2011                                            | Dreaming of Anna 2004                                          | Rahy                                                           | Glorious Song                                                  |
| Père Fast Anna 2011                                            | Dreaming of Anna 2004                                          | Justenuffheart                                                 | Broad Brush                                                    |
| Père Fast Anna 2011                                            | Dreaming of Anna 2004                                          | Justenuffheart                                                 | Kitten's First                                                 |
| Mère Sataves 2015                                              | Uncle Mo 2008                                                  | Indian Charlie                                                 | In Excess                                                      |
| Mère Sataves 2015                                              | Uncle Mo 2008                                                  | Indian Charlie                                                 | Soviet Sojourn                                                 |
| Mère Sataves 2015                                              | Uncle Mo 2008                                                  | Playa Maya                                                     | Arch                                                           |
| Mère Sataves 2015                                              | Uncle Mo 2008                                                  | Playa Maya                                                     | Dixie Slippers                                                 |
| Mère Sataves 2015                                              | Pacific Sky 2004                                               | Stormy Atlantic                                                | Storm Cat                                                      |
| Mère Sataves 2015                                              | Pacific Sky 2004                                               | Stormy Atlantic                                                | Hail Atlantis                                                  |
| Mère Sataves 2015                                              | Pacific Sky 2004                                               | Aldebaran Light                                                | Seattle Slew                                                   |
| Mère Sataves 2015                                              | Pacific Sky 2004                                               | Aldebaran Light                                                | My Lady Love (famille 2-d)                                     |